# La dama di Malacca
La dama di Malacca (La dame de Malacca) è un film del 1937 diretto da Marc Allégret.
Il film si basa su un romanzo del 1935 scritto da Francis de Croisset.
Una versione in lingua tedesca, diretta da Marc Allégret e Alfred Stöger, è stata realizzata nello stesso anno con il titolo Andere Welt.